# Reprezentacja Węgier na Mistrzostwach Europy w Wioślarstwie 2009
Reprezentacja Węgier na Mistrzostwach Europy w Wioślarstwie 2009 liczyła 12 sportowców. Najlepszymi wynikami było 4. miejsce w dwójce podwójnej wagi lekkiej kobiet.

## Medale

### Złote medale
Brak

### Srebrne medale
Brak

### Brązowe medale
Brak

## Wyniki

### Konkurencje mężczyzn
- jedynka (M1x): Tamás Varga – 10. miejsce
- dwójka bez sternika (M2-): Adrián Juhász, Béla Simon – 5. miejsce
- dwójka podwójna (M2x): Gergely Orbán, László Szekér – 9. miejsce
- czwórka bez sternika wagi lekkiej (LM4-): Péter Lőrinczy, Gergely Kitka, Dávid Veréb, István Dumitrás – 8. miejsce

### Konkurencje kobiet
- jedynka (W1x): Katalin Szabó – 8. miejsce
- dwójka podwójna wagi lekkiej (LW2x): Anna Alliquander, Zsuzsanna Hajdú – 4. miejsce